# Vincent Pettway
Vincent Pettway est un boxeur américain né le 9 novembre 1965 à Baltimore, Maryland.

## Carrière
Passé professionnel en 1984, il devient champion des États-Unis des super-welters en 1992 puis champion du monde IBF de la catégorie le 17 septembre 1994 après sa victoire par KO au 4e round face à Gianfranco Rosi. Pettway bat ensuite Simon Brown avant de s'incliner contre son compatriote Paul Vaden le 12 août 1995. Battu lors du combat suivant par Terry Norris, il met un terme à sa carrière en 2001 sur un bilan de 43 victoires, 7 défaites et 1 match nul.